# Holthausen (Waltrop)
Holthausen ist eine von sieben Bauerschaften der Stadt Waltrop im Kreis Recklinghausen. Holthausen liegt nördlich der Stadt Waltrop, angrenzend an die Stadt Datteln. Westlich befindet sich die Bauerschaft Oberwiese, östlich Lippe. 2014 belief sich die Einwohnerzahl, zusammen mit Lippe, auf 844.
Während des Nationalsozialismus in Deutschland gab es in Holthausen ein Entbindungslager für Kinder von Ostarbeiterinnen. Vermutlich war es das größte Entbindungslager in Deutschland.

## Verkehrsanbindungen
Die Schnellbuslinie SB24 und der Nachtexpress 14 der Vestischen Straßenbahnen durchqueren diese Bauerschaft. Auch die von DSW21 und den Vestischen Straßenbahnen gemeinsam betriebene Expressbuslinie X13 fährt durch Holthausen, bedient dort allerdings keinen Haltepunkt. 
| Linie | Verlauf | Takt (Mo–Fr) |
| ----- | --- | ------------ |
| SB24  | Recklinghausen Hbf – Campus Blumenthal – Oer-Mitte – Oer-Erkenschwick Berliner Platz – Rapen – Im Winkel – Hachhausen – Datteln Bus Bf – Holthausen – Waltrop Rathaus – Am Moselbach – Dortmund-Mengede Bf                                                                                | 30 min       |
| NE14  | Recklinghausen Hbf – Ostviertel – Groß-Erkenschwick – Oer-Erkenschwick Berliner Platz – Rapen – Im Winkel – Hachhausen – Datteln Bus Bf – Holthausen – Waltrop Rathaus – Dortmund-Mengede Bf NachtExpress: In den Nächten von Freitag auf Samstag, Samstag auf Sonntag und vor Feiertagen | 60 min       |

Außerdem verläuft die Bahnstrecke Oberhausen-Osterfeld–Hamm durch Holthausen. Aktuell ist der Personenverkehr jedoch ausgesetzt.

## Schiffsverkehr
Der Datteln-Hamm-Kanal verläuft durch Holthausen.